# Siegrun Appelt
Siegrun Appelt (* 5. Dezember 1965 in Bludenz) ist eine österreichische Künstlerin. Sie lebt und arbeitet in Wien. Die Foto- und Medienkünstlerin arbeitet seit Jahren an den Themen Zeit und Bewegung und an Schärfe/Unschärfe-Relationen, die durch schnelle Bewegung entstehen.

## Leben
Siegrun Appelt bildete sich selbst im Medium Fotografie aus und fort, ging 1984 nach Wien und arbeitete seit 1987 damit. Ab 1996 setzte sie sich auch mit bewegten Bildern auseinander. Sie ist Mitglied in der Vereinigung Bildender KünstlerInnen innerhalb der Wiener Secession in Österreich.

## Werke (Auswahl)

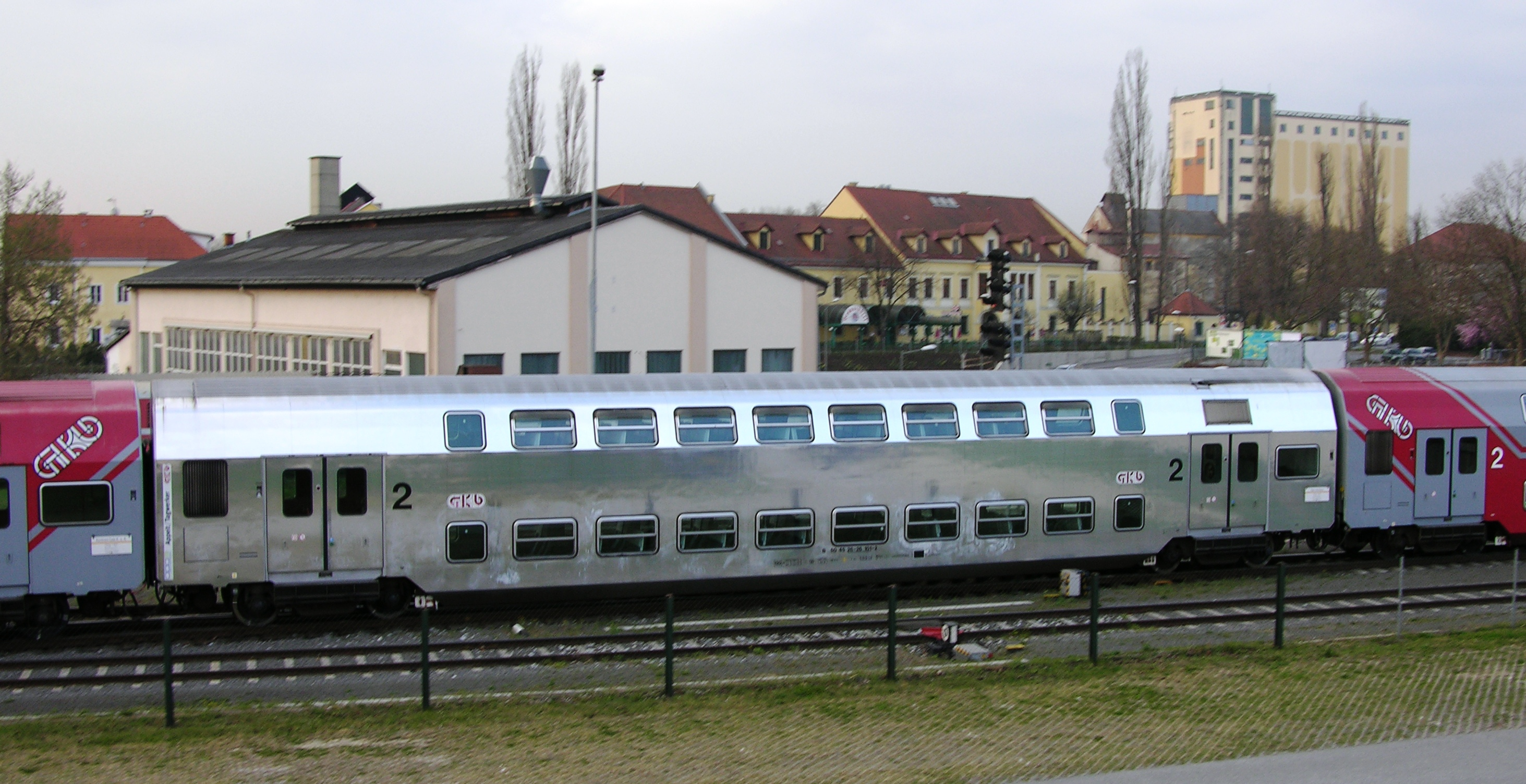
Von Siegrun Appelt und Gerold Tagwerker gestalteter Doppelstockwagen der GKB im Rahmen von Graz 2003 – Kulturhauptstadt Europas

- 2003: Im Rahmen des Projekts Loko-Motive gestaltete Appelt zusammen mit Gerold Tagwerker einen von fünf Wagen des GKB-Kunstzugs als Beitrag zu Graz 2003 – Kulturhauptstadt Europas.
- 2009–2010: mit der Architektin Andrea Konzett Lichtschlitzarchitektur des Sakralraumes sowie die Gestaltung der liturgischen Orte mit dem Material Weißtanne und Messing am und im Seelsorgezentrum Lichtenberg

## Auszeichnungen
- 1995: New York Stipendium
- 1995: 5. Hypo-Bank-Kunstpreis
- 1996: Rom-Stipendium
- 1998: Österreichisches Staatsstipendium für bildende Kunst
- 1999: Staatsstipendium für Fotografie
- 2014: Niederösterreichischer Kulturpreis – Anerkennungspreis[2]

## Ausstellungen
E = Einzelausstellung
| - 1996: Raum für aktuelle Kunst – Prosart, Luzern (E) - Coming up, Museum Moderner Kunst, 20er Haus Wien - cartografia, Galerie Museum, Bozen - 1997: it always jumps back / and finds its way, DE APPEL, Amsterdam - Unbeschreiblich Weiblich, Kunstmuseum St. Gallen - Alpenblick, Kunsthalle Wien - 1998: Reservate der Sehnsucht, hARTware projekte, Dortmunder U - Stretch, Galerie Index at Tensta Konsthall, Stockholm - 1999: Raumvorstellungen, Künstlerwerkstatt Lothringerstraße 13, München - 2001: Mailand – Europa 2000, Padiglione d’Arte Contemporanea, Mailand - Videos, Pavillon, Wels (E) Detourism, Renaissance Society at the University of Chicago, Chicago - 2002: Kunstverein Friedrichshafen (E) - non-places, Frankfurter Kunstverein - Urbane Sequenzen, Kunsthalle Erfurt - Reale Fotografie, Kunstraum Dornbirn - Nachtschicht, Kunsthalle Faust, Hannover - und Künstlerhaus Bethanien, Berlin | - 2003: LokoMotive, Graz 2003 - Je veux, Palais de Tokio, Paris - kunst-en-passant, Basis und Kunsthalle Wien - permanente Lichtinstallation, Bludenz (E) - Skating Cinepolis, Hamburg - hotel/hotel, Landesmuseum Linz - Lichtinstallation im Maag Areal, Zürich - 2004: Moderato cantabile, Landesgalerie/Landesmuseum Linz (E) - Einleuchten, Museum Moderner Kunst, Salzburg - 72 KW, a9 forum transeuropa, Museumsquartier; Moderato cantabile, Kulturwissenschaftliches Institut Essen - Lichtinstallation im Museumsquartier Wien, MUMOK, Wien - 2005: 288 KW, Kunsthaus Bregenz - Lichtkunst aus Kunstlicht, Zentrum für Medienkunst, Karlsruhe - 2006: 116 KW, Luminale, Kunsthalle Schirn, Frankfurt - Tunnels, Medienturm Graz |